# Calvià
Calvià (oficial și în catalană Calvià; în spaniolă Calviá) este o localitate și zona administrativ-economică subordonată acesteia (în spaniolă municipio, având sensul de comună, raion), pe insula Mallorca din insulele Baleare, Spania. Își are reședința în centrul administrativ Calvià Vila.

## Asezare geografică
Municipio Calvià este situat în vestul insulei Mallorca, în regiunea Pariatge. Se învecinează cu Estellencs și Puigpunyent la nord, Palma la est, Andratx la vest și Marea Mediterană la sud.
O serie de localtăți și urbanizări aparțin municipiului Calvià. Acestea au același sigiliu de calitate și au aceeași identitate, deși fiecare dintre aceste locuri are propriile caracteristici: Cas Català - Illetes, Bendinat - Portals Nous, Magaluf, Palmanova, Santa Ponça, Peguera, Calvià Vila și es Capdellà.
Comuna are o coastă lungă de 54 km și o zonă întinsă împădurită spre interiorul insulei. Soarele strălucește aici 300 de zile pe an.
Zona din jurul Calvià este adăpostită de vânturile nordice de munții Tramuntana și de numeroase păduri care pot fi străbătute pe tot parcursul anului. Pe țărmurile stâncoase cresc diverse specii de plante autohtone, cum ar fi pinul de Alep. Pe stâncile de pe coasta de la Banc d'Eivissa și Illot del Toro există o specie specială de șopârlă care se găsește doar în Insulele Baleare.

## Statistică
Municipio Calvià are o suprafață de 144,97 km² și 50.559 de locuitori (la 1 ianuarie 2019) față de 28.748 de locuitori în 1996. Aceasta corespunde unei densități a populației de 349 de persoane pe km².

## Localități ale  comunității
Următoarele locuri aparțin municipio-ului Calvià:
- Badia de Palma (754 / 754 locuitori)
- Calvià (2160 / 2434 locuitori)
- Cas Català - Ses Illetes (3533 / 3533 locuitori)
- Bendinat (521 / 521 locuitori)
- Costa d’en Blanes (2094 / 2094 locuitori)
- Costa de sa Calma (1623 / 1623 locuitori)
- El Toro (2321 / 2321 locuitori)
- Es Capdellà (941 / 1012 locuitori)
- Galatzò (1567 / 1598 locuitori)
- Magaluf (4183 / 4192 locuitori)
- Palmanova (6894 / 6906 locuitori)
- Peguera (3988 / 3988 locuitori)
- Portals Nous (2650 / 2650 locuitori)
- Portals Vells (32 / 32 locuitori)
- Santa Ponça (10736 / 10736 locuitori)
- Sa Porrassa (128 / 128 locuitori)
- Sol de Mallorca (589 / 589 locuitori)
- Son Ferrer (5665 / 5666 locuitori)

Cifrele populației dintre paranteze sunt de la data de 1 ianuarie 2008. Primul număr indică locuitorii intravilanului, al doilea număr locuitorii zonelor inclusiv populația „împrăștiată” în afara așezărilor efective. (Sursa: INE)

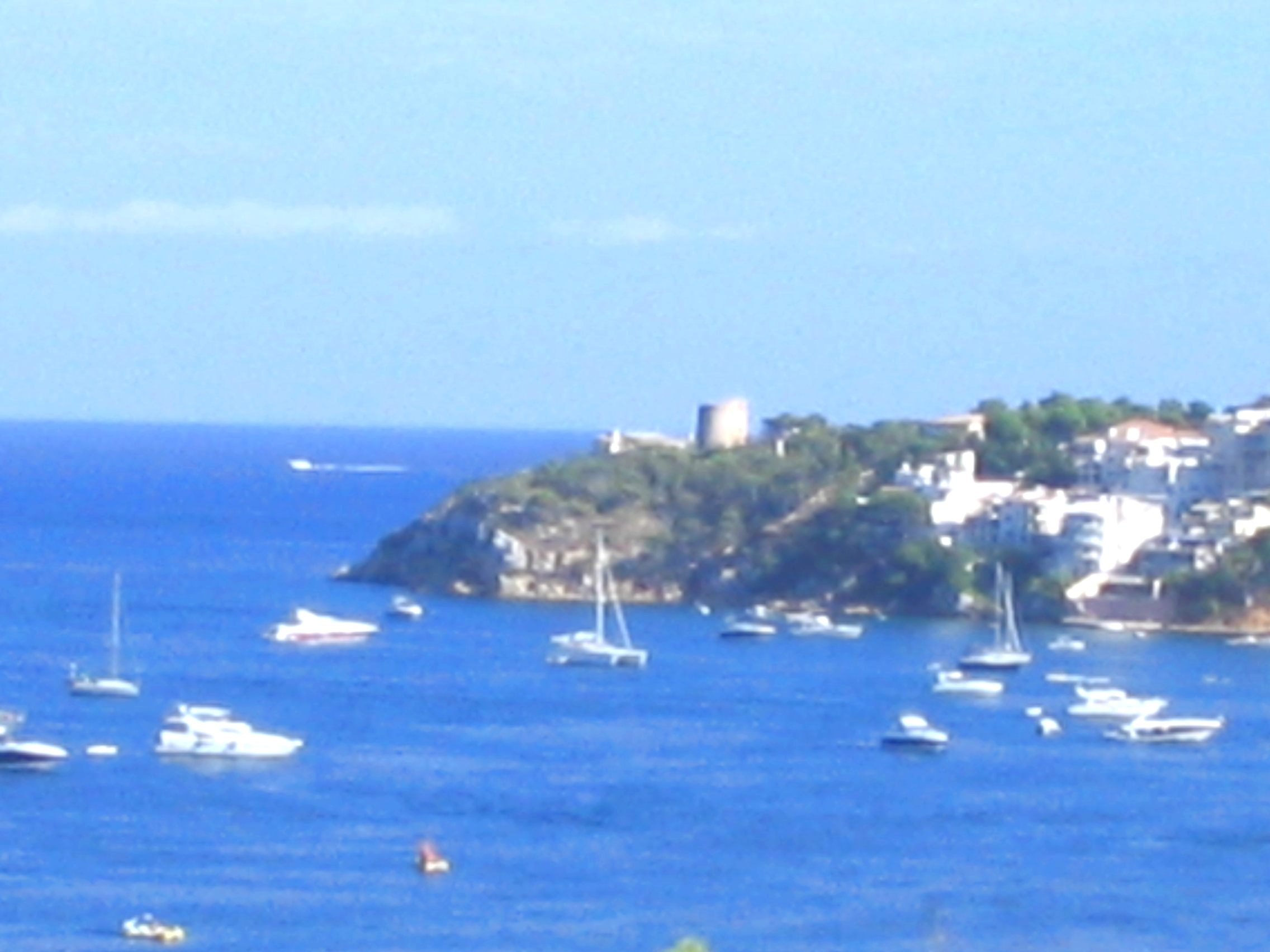
Palma Nova cu turnul Rex coxida
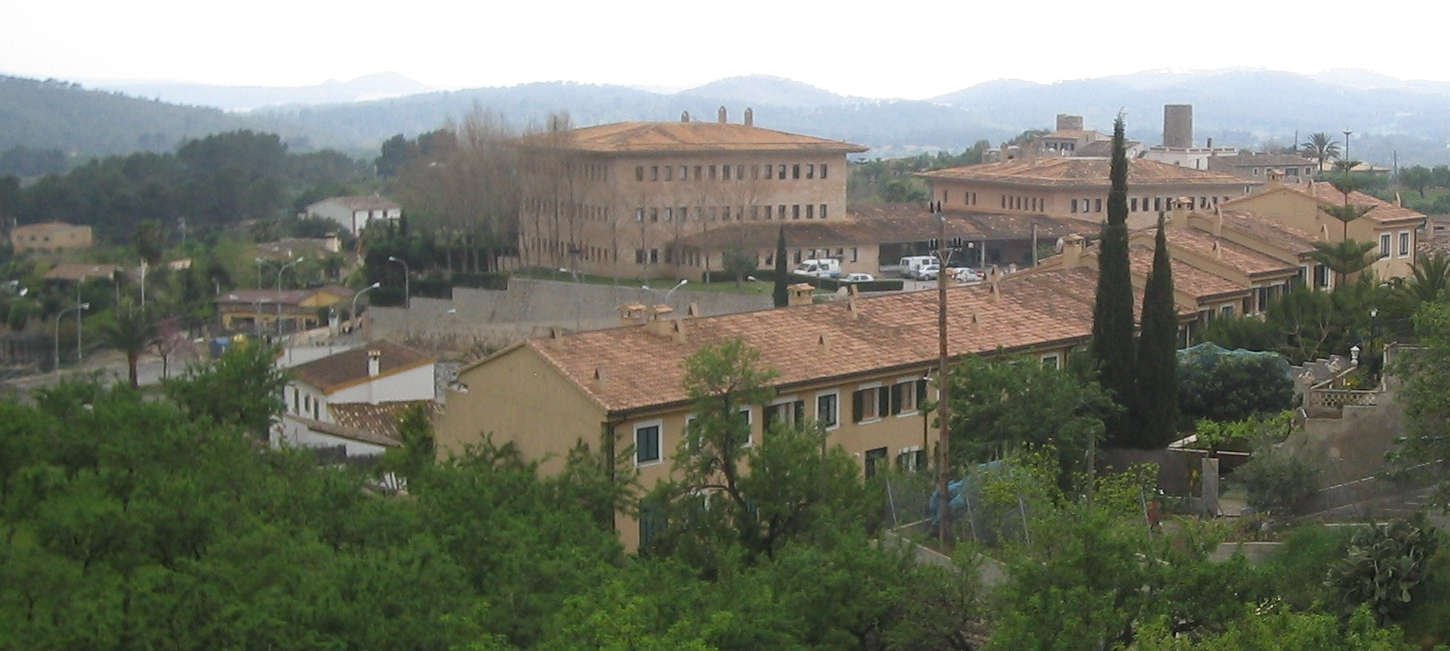
Calvià, centrul administrativ
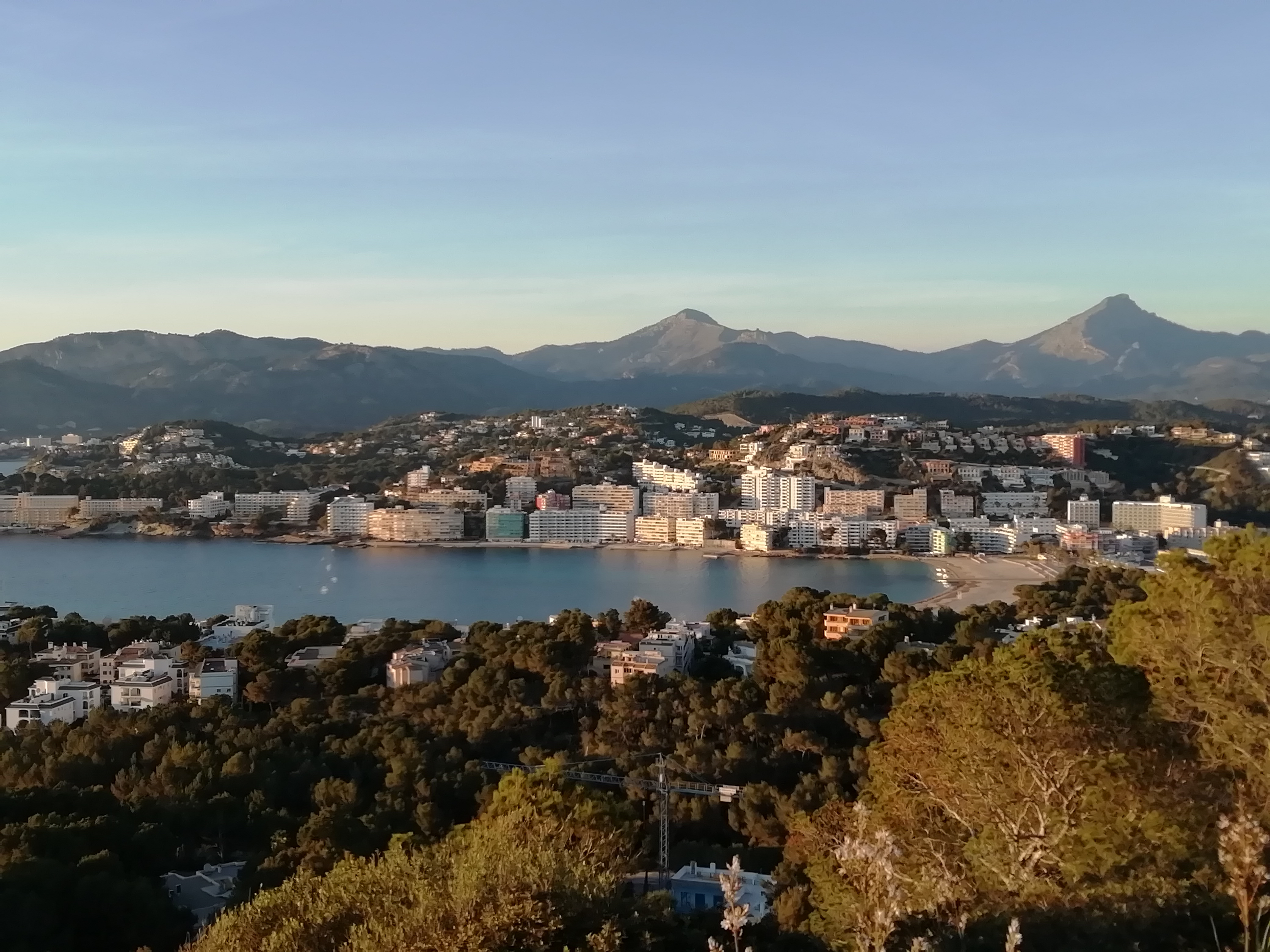
Vedere panoramică asupra centrului populat din Santa Ponsa, Mallorca
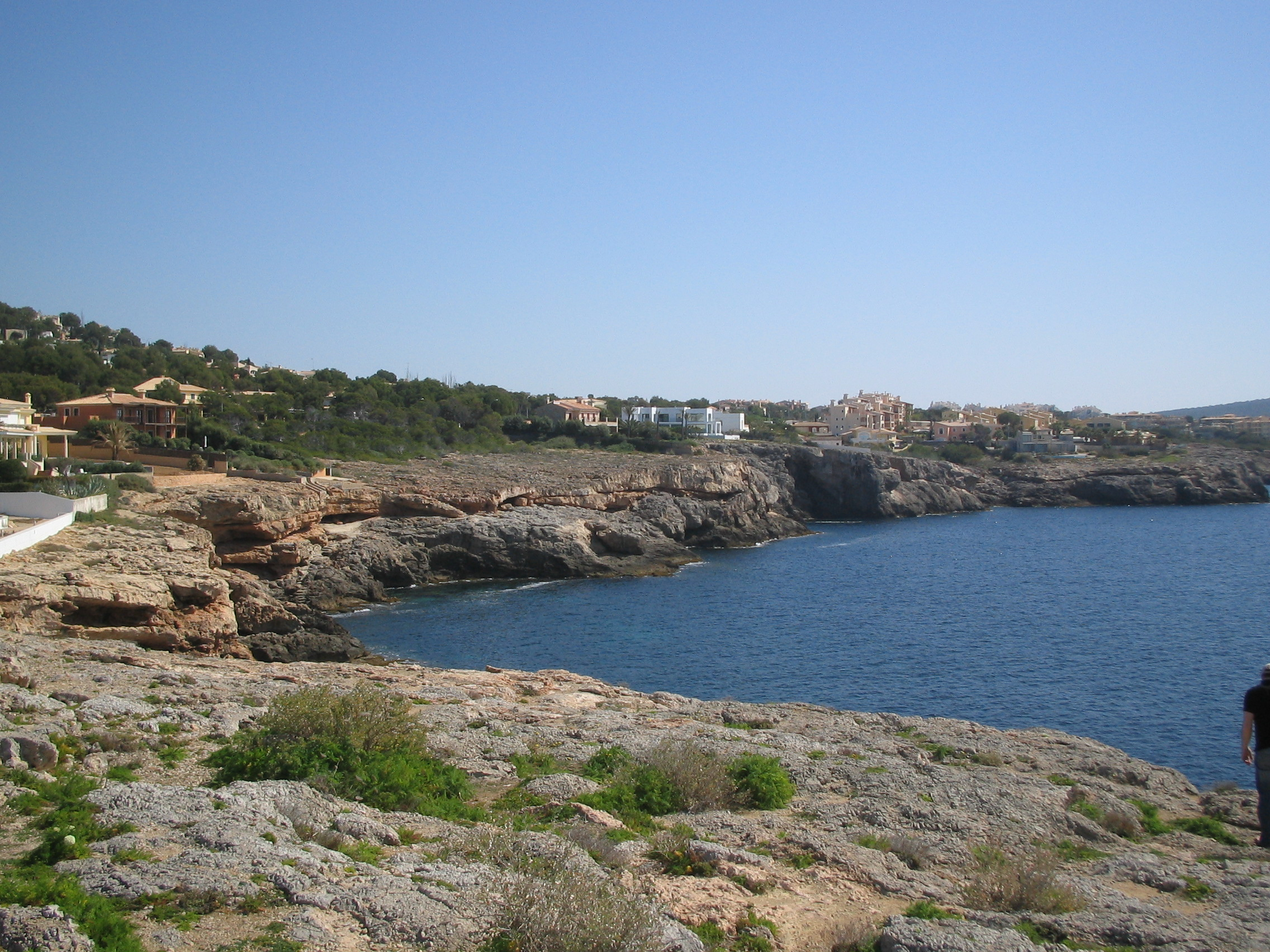
Coastă lângă Nova Santa Ponsa